# Panoramax
Panoramax is een project voor panoramabeelden. Het is een open source-project. Toegang tot de foto's is gratis. Het project werd in 2022 gelanceerd door het Nationaal Instituut voor Geografische en Bosbouwinformatie (IGN) in Frankrijk en OpenStreetMap Frankrijk, het is ontworpen en ontwikkeld door een staats-startup en wordt bijgewerkt en onderhouden door een gemeenschap van vrijwilligers. Het is een gratis alternatief voor Google Street View. Panoramax werkt als een instantie of federatie van instanties voor het hosten van afbeeldingen.

## Ontstaansgeschiedenis
In 2021 heeft de IGN in de open source community een inventarisatie gedaan. Aanvankelijk was het project bedoeld als reactie op de problemen waarmee lokale autoriteiten, netwerkbeheerders en andere Franse belanghebbenden te maken kregen.
De vereniging OpenStreetMap Frankrijk reageerde door de oprichting voor te stellen van een open database met foto's.
De IGN lanceerde vervolgens in april 2022 een oproep tot deelname aan drie geocommons inclusief het voorstel van OpenStreetMap Frankrijk.
Na een oproep tot het indienen van voorstellen en een stemming door 48 leden van de gemeenschap, kreeg het project de naam 'Panoramax'.
In 2022 of 2023 werd binnen de Nationale Raad voor Geolokaliseerde Informatie een werkgroep opgericht voor panoramabeelden. Deze werkgroep wordt geleid door het Panoramax-team, gesponsord door de IGN en door de Fabrique des Géocommuns.
Begin 2024 zijn er 14 miljoen foto’s beschikbaar.

## Open source project

### Instantiespecifieke licenties voor gratis gebruik
De foto's worden gehost onder vrije licenties. Voor de twee bestaande exemplaren begin 2024 zijn de licenties als volgt:
- OpenStreetMap Frankrijk-instantie: de ge-uploade afbeeldingen worden gepubliceerd onder de CC-BY-SA-4.0-licentie (Creative Commons Attribution Share Alike 4.0 International) met toestemming om niet-fotografische gegevens te genereren onder open licentie of ODbL.[7][12]
- IGN-instantie: de ingezonden afbeeldingen worden gepubliceerd onder de etalab-2.0-licentie (Open licentie).[7]

## Samenwerkingsproject
Het project is een samenwerkingsproject en maakt het mogelijk foto's naar de database te sturen.

### Bijdragen aan Panoramax
Met de Panoramax-webapplicatie kun je geo-getagde foto's in JPEG-formaat downloaden en de verschillende ge-uploade reeksen beheren. Met een opdrachtregel-script kan een groot aantal foto's worden verzonden.
Met een API kun je afbeeldingen downloaden en doorzoeken om ze naar verschillende tools (viewer, enz.) te distribueren. Het is afhankelijk van opslagruimte en een database (PostgreSQL). De API voldoet aan de STAC-standaard om interoperabiliteit met bestaande tools te garanderen.

## Panoramax Nederland
De Panoramax-software is in den basis een gedistribueerd platform. Het maakt het mogelijk om verschillende ‘instanties’ te draaien, die aan elkaar te koppelen zijn. In Nederland wordt onderzocht of het haalbaar is om de diverse initiatieven welke aan het ontstaan zijn met betrekking tot geo-gerefereerd beeldmateriaal te kunnen bundelen in een enkele ‘Nederlandse Panoramax instantie’.
Zie ook www.panoramax.nl